# Stargate (producenci muzyczni)
Stargate (czasem stylizowane jako StarGate) – norweski duet producentów muzycznych i twórców piosenek, który obecnie (2022) tworzą Mikkel Storleer Eriksen i Tor Erik Hermansen. Wcześniej skład uzupełniał Hallgeir Rustan, który wymyślił nazwę zespołu.
Pierwszą piosenką, napisaną i wyprodukowaną (we współpracy z Tomem Hagenem) przez Stargate była „What About Love” (1998) norweskiej piosenkarki Noory Noor. W latach 1999–2004 zespół zdobył popularność w Europie tworząc przeboje dla S Club 7, Billie Piper, Hear’Say, Atomic Kitten i Samanthy Mumby.
Gdy w 2004 roku jego popularność w Europie przygasła, postanowił przenieść się do Stanów Zjednoczonych. Wówczas z zespołem rozstał się (ze względów rodzinnych) Hallgeir Rustan i Stargate od tamtego momentu działa jako duet. W Stanach Zjednoczonych Stargate spotkali Ne-Yo, który pomógł im zyskać rozgłos na tamtejszym rynku muzycznym. Pierwszym ich wspólnym sukcesem stał się singiel „So Sick” (którego Stargate byli współautorami i producentami), który doszedł do 1. miejsca na liście Hot 100 tygodnika Billboard. W latach następnych Stargate nawiązali współpracę (jako współautorzy, instrumentaliści lub współproducenci) z takimi artystami jak: Beyoncé, Rihanna, Wiz Khalifa, Fifth Harmony, Katy Perry, Coldplay, Pink czy Sia. Single tych artystów wielokrotnie zdobywały pierwsze miejsca na listach przebojów sprzedając się w wielomilionowych nakładach.
W 2017 roku Stargate zadebiutowali jako zespół muzyczny wydając singiel „Waterfall”, na którym jako solistki wystąpiły gościnnie Pink i Sia.
Stargate zdobyli 2 Nagrody Grammy, a 14 razy byli nominowani do niej. Trzykrotnie zdobyli krajową nagrodę Spellemannprisen.

## Kariera artystyczna

### Początki
Mikkel Eriksen w wieku 7 lat zaczął uczęszczać na lekcje gry na fortepianie klasycznym. Później rodzice wysłali go na prywatne lekcje do czołowych muzyków w Trondheim. Jeden z nich miał domowe studio, dzięki czemu Eriksen bardzo wcześnie mógł grać na syntezatorach, automatach perkusyjnych i sekwencerach. Wciągnęło go to do tego stopnia, ze od tamtej pory chciał mieć własne studio i tworzyć muzykę. Mając 10 lat zaczął wbudować własne studio. W 1991 roku, gdy miał 17 lat, napisał swój pierwszy przebój,  „Friends”, zaśpiewany przez Stellę Getz. Jej płyta sprzedała się w Europie w nakładzie pół miliona egzemplarzy i sfinansowała komercyjne studio, które Eriksen zbudował wraz z Hallgeirem Rustanem. W 1997 roku usłyszał o Torze Hermansenie, który pracował jako łowca talentów i koordynator A&R dla Warners Norway i który miał być jedyną osobą w Norwegii, która interesowała się amerykańskim R&B. Nawiązał z nim kontakt, po czym wszyscy trzej rozpoczęli współpracę jako Stargate.

#### Nazwa zespołu
Nazwa Stargate (pol. Gwiezdne wrota) została wymyślona wcześniej przez Hallgeira Rustana, gdy wraz z Eriksenem zakładali swoje studio w Trondheim. Jak wspominał Eriksen:

Na początku śmialiśmy się z tego, bo wydawało nam się to trochę pretensjonalne, sugerując, że artysta staje się gwiazdą, gdy przechodzi przez nasze gwiezdne wrota. Ale spodobała nam się ta nazwa i tak jakoś zostało.

### Stargate
Pierwszą piosenką, napisaną i wyprodukowaną (we współpracy z Tomem Hagenem) przez Stargate była „What About Love” norweskiej piosenkarki Noory Noor (która była również współautorką utworu). maxi singiel z kilkoma wersjami piosenki ukazał się na rynku norweskim w 1998 roku. Piosenka znalazła się później na debiutanckim albumie artystki, Curious, którego współautorami i współproducentami również byli Stargate.
Zespół zdobył popularność w Europie w latach 1999–2004 tworząc przeboje dla S Club 7, Billie Piper, Hear’Say, Atomic Kitten i Samanthy Mumby.

#### „S Club Party” (1999)
W 1999 roku Stargate napisali i wyprodukowali w swoim norweskim studiu, Stargate Studios, piosenkę zespołu S Club 7, „S Club Party”. Na czas realizacji nagrania zespół przeniósł się wspólnie ze swoim menedżerem, Simonem Fullerem do Norwegii. Singiel z tym nagraniem stał się ich pierwszym hitem autorstwa Stargate na rynku brytyjskim dochodząc 26 września do 2. miejsca na UK Singles Chart.
Stargate stali się wtedy jednym z największych europejskich producentów hitów. Jednak w 2004 roku ich aktywność w Wielkiej Brytanii uległa spowolnieniu, a członkowie zespołu zaczęli zajmować się własnymi projektami. Wówczas Eriksen i Hermansen postanowili spróbować swoich sił w Nowym Jorku. Hallgeir ze względu na swoje obowiązki rodzinne nie mógł im towarzyszyć.

#### „Scandalous” (2003)
W Stanach Zjednoczonych Stargate spotkali Ne-Yo, co pomogło im zyskać rozgłos na tamtejszym rynku muzycznym. Ich największym przebojem stał się w 2003 roku singiel „Scandalous” Mis-Teeq, którego Stargate był współautorem i producentem. Doszedł on do 1. miejsca na brytyjskiej liście Hip Hop and R&B Singles Chart Top 40. w kolejnych latach Eriksen i Hermansen stali się jednym z najlepszych zespołów producenckich z gatunku pop/R&B, następcami Jimmy’ego Jama, Terry’ego Lewisa, Babyface’a i L.A. Reida.

#### „So Sick” (2006)
18 marca 2006 roku singiel Ne-Yo „So Sick”, którego Stargate był współautorem i producentem, doszedł do 1. miejsca na liście Hot 100 tygodnika Billboard.

#### „Irreplaceable” (2006)
Również w 2006 roku Stargate wspólnie z Ne-Yo napisali i wyprodukowali piosenkę „Irreplaceable” Beyoncé. Pomysł utworu wyszedł od prezesa Roc Nation Jaya Browna, jednego z pierwszych menedżerów duetu. Beyoncé początkowo odrzuciła pierwotną wersję piosenki (z gitarą akustyczną i hip-hopowymi rytmami), ale później zmieniła zdanie i piosenka (w zmienionej wersji) znalazła się zarówno na jej albumie, B’Day, jak i na singlu. Singel otrzymał nominację do Nagrody Grammy w kategorii Nagranie Roku, a w 2007 roku przebywał przez 10 tygodni na szczycie listy Hot 100. Do początku stycznia 2008 roku sprzedał się w liczbie ponad 3 milionów cyfrowych kopii stając się wówczas najlepiej sprzedającym się singlem w solowej karierze Beyoncé.
W latach 2007–2009 Stargate zanotował dziewięć kolejnych utworów w pierwszej dziesiątce, współpracując niekiedy z innymi artystami i autorami tekstów niż Ne-Yo.

#### „Beautiful Liar” (2007)
W 2007 roku Eriksen i Hermansen wyprodukowali wspólny singiel Beyoncé i Shakiry, „Beautiful Liar”, którego byli też współautorami, współwykonawcami oraz inżynierami dźwięku. Singiel doszedł do 1. miejsca na listach przebojów w 32 krajach. W tym samym roku Stargate otrzymali miano Songwriters of the Year, przyznane in przez ASCAP. W 2008 roku „Beautiful Liar” zdobył nagrodę Novello w kategorii Best-selling British song.

#### „Don’t Stop the Music” (2007)
W 2007 roku Hermansen i Eriksen skomponowali i wyprodukowali piosenkę Rihanny „Don’t Stop the Music”. Według Hermansena była ona jedną z pierwszych (po „SexyBack” Justina Timberlake’a) prób zastosowania założeń muzyki dance w amerykańskim popie. W lutym 2008 roku singiel z piosenką doszedł do 1. miejsca na Hip Hop and R&B Singles Chart Top 40 i do 3. na Hot 100, a 12 grudnia zdobył jednocześnie certyfikat złotej i platynowej płyty w Stanach Zjednoczonych.

#### 2010
Największy sukces Stargate zanotowali w roku 2010, kiedy przeboje „Rude Boy”, „Only Girl (In the World)” i „What’s My Name?” Rihanny oraz „Firework” Katy Perry znalazły się na szczycie listy Hot 100, zdobywając popularność również na parkietach i w radiu. Wśród największych przebojów duetu w następnych latach znalazły się „Black and Yellow” Wiza Khalify, „Diamonds” Rihanny i „The Fox” duetu komików Ylvis.

##### „Rude Boy”
31 grudnia 2009 roku na rynku niemieckim wydany został promo singiel z piosenką „Rude Boy”. Jego współautorami i współproducentami byli Hermansen i Eriksen. Wzięli też udział w nagraniu utworu jako instrumentaliści. Razem z nimi w realizacji nagrania uczestniczył Rob Swire. Jak wspominał Hermansen w wywiadzie dla magazynu Sound on Sound był to moment, w którym obaj z Eriksenem zaczęli eksperymentować z łączeniem trance’owych brzmień EDM i wolniejszych rytmów hip-hopowych, a utwór „Rude Boy” był jednym z najwcześniejszych przykładów połączenia tychże brzmień. W lutym następnego roku „Rude Boy” doszedł do 1. miejsca na Hip Hop and R&B Singles Chart Top 40 i 1. na Hot 100, na którym przebywał 5 tygodni. 30 czerwca 2015 roku zdobył w Stanach Zjednoczonych certyfikat 5-krotnej platynowej płyty, a 19 listopada 2021 roku w Wielkiej Brytanii – podwójnej platynowej płyty.

##### „Only Girl (In the World)”
13 września wydany został (jako digital download) singiel „Only Girl (In the World)” Rihanny. Jego producentami oraz autorami byli Stargate i Sandy Vee. Singiel (który miał premierę radiową 7 września) zwiastował nowy album artystki, Loud. 7 listopada doszedł do 1. miejsca na UK Singles Chart, a 4 grudnia do 1. na Hot 100. W licznych krajach zdobył certyfikat platynowej płyty, w tym w Wielkiej Brytanii podwójnej i w Stanach Zjednoczonych 6-krotnej.

##### „What’s My Name?”
„What’s My Name?” to drugi singiel (po „Only Girl (In the World)”) Rihanny z jej albumu Loud, nagrany z gościnnym udziałem Drake’a. Jego producentami oraz współautorami byli Stargate. Singiel powtórzył sukces swojego poprzednika dochodząc do 1. miejsca na UK Singles Chart (9 stycznia 2011) i do 1. na Hot 100 (20 listopada 2010) oraz zdobywając certyfikat podwójnej platynowej płyty w Wielkiej Brytanii i 6-krotnej w Stanach Zjednoczonych.

##### „Black and Yellow”
Piosenka „Black and Yellow” została napisana przez Wiza Khalifę oraz Mikkela Storleera Eriksena i Tora Erika Hermansena, którzy wzięli udział w jej nagraniu jako instrumentaliści i producenci. Singiel z piosenką został wydany 14 września 2010 roku. Doszedł do 1. miejsca na liście Hot 100. Dzięki temu, że drużyna Pittsburgh Steelers dotarła do Super Bowl, piosenka „Black and Yellow” stała się domyślnym hymnem tej drużyny, ponieważ nawiązywał do czarno-żółtych barw miasta Pittsburgh. Za wykonanie piosenki Wiz Khalifa został podczas 54. ceremonii wręczenia nagród Grammy w 2012 roku nominowany do Nagrody Grammy w kategoriach: Best Rap Performance i Best Rap Song. Singiel 17 czerwca 2016 roku zdobył certyfikat 6-krotnej platynowej płyty za 6 milionów sprzedanych egzemplarzy w Stanach Zjednoczonych.

##### „Firework”
Piosenka „Firework”, napisana przez Katy Perry, Mikkela Storleera Eriksena, Tora Erika Hermansena, Ester Dean oraz Sandy’ego Wilhelma i wyprodukowana przez Eriksena, Hermansena i Sandy’ego Vee doszła 18 grudnia 2010 roku do 1. miejsca na liście Hot 100. Według danych Nielsen Broadcast Data Systems, opublikowanych 5 stycznia 2012 roku, „Firework” był 5. najczęściej odtwarzanym singlem w amerykańskich rozgłośniach radiowych z 509000 odtworzeń, a Katy Perry była najczęściej słuchaną artystką radiową notując 1457000 odtworzeń. Singiel „Firework” uzyskał 20 sierpnia 2020 roku certyfikat 12-krotnej platynowej płyty za 12 milionów sprzedanych egzemplarzy w Stanach Zjednoczonych.

#### „Diamonds” (2012)
Piosenkę „Diamonds” napisali wspólnie Sia, Benny Blanco, Mikkel Storleer Eriksen, Tor Erik Hermansen, a wyprodukowali Blanco i dwaj ostatni (jako Stargate). Wykonawczynią była Rihanna. Piosenka, wydana na singlu 26 września 2012 roku stała się kolejnym sukcesem wokalistki: 7 października zajęła 1. miejsce na UK Singles Chart, a 1 grudnia – 1. miejsce na Hot 100. W licznych krajach zdobyła certyfikat platynowej płyty, w tym potrójnej w Wielkiej Brytanii (29 października 2021) i 7-krotnej w Stanach Zjednoczonych (4 listopada 2021).

#### „Worth It” (2015)
W 2015 roku Hermansen i Eriksen napisali wspólnie z Ori Kaplanem i Priscillą Rene piosenkę „Worth It”, przeznaczoną dla zespołu Fifth Harmony z gościnnym udziałem Kid Inka. Singiel z tą piosenką został wydany 25 stycznia, a 25 listopada uzyskał w Stanach Zjednoczonych certyfikat potrójnej platynowej płyty za 3 miliony sprzedanych egzemplarzy.

#### „Same Old Love” (2015)
Piosenkę „Same Old Love”, przeznaczoną dla Seleny Gomez napisało 5 autorów:  Benny Blanco, Charli XCX, Mikkel Storleer Eriksen, Ross Golan i Tor Erik Hermansen. Duży wkład w ostateczny kształt utworu wniosła Charli XCX. Jak wyjaśniał Eriksen w wywiadzie dla EW:

Punktem wyjścia był zupełnie inny utwór. Był bardziej dynamiczny i zawierał riffy gitarowe brzmiące jak indie. To bardzo spodobało się [współautorce tekstu] Charli XCX. podchwyciła go i napisała piosenkę. W późniejszym etapie całkowicie przerobiliśmy ten utwór i zostawiliśmy tylko wokal a capella. Poszliśmy w innym kierunku, z dziwacznym riffem fortepianowym i ożywioną perkusją, i to właśnie tę wersję przedstawiliśmy Selenie.

23 stycznia 2016 roku singiel z piosenką znalazł się na 1. miejscu listy Pop Airplay tygodnika Billboard. 11 maja tego samego roku uzyskał jednocześnie certyfikat złotej i platynowej płyty w Stanach Zjednoczonych, a 2 lipca 2018 roku – potrójnej platyny.

#### A Head Full of Dreams(2015)
Również w 2015 roku Stargate był współproducentem albumu Coldplay A Head Full of Dreams. W lutym następnego roku album doszedł do 1. miejsca na UK Albums Chart i do 2. na Billboard 200.

#### Debiut autorski (2017)
W 2017 roku wydał po własnym szyldem singiel „Waterfall”, na którym wystąpiły Pink i Sia. Hermansen i Eriksen pierwotnie napisali tę piosenkę wspólnie z Sią i to ona zasugerowała, żeby jako wykonawczynię dodać do niej Pink. Eriksen w wywiadzie dla EW stwierdził:

Nie mogliśmy marzyć o lepszym występie w tej piosence, ani o lepszym początku naszej kariery jako artystów.

Hermansen ze swej strony dodał, iż inspiracji do rozpoczęcia kariery muzycznej dostarczyły im liczne rozmowy z Chrisem Martinem z Coldplay, które miały miejsce podczas pracy nad  A Head Full of Dreams. Zdecydowali więc podjąć wyzwanie:

Proces twórczy jest bardzo podobny. Tworzymy piosenki w ten sam sposób, w jaki robiliśmy to od zawsze, ale teraz wydajemy je pod własnym nazwiskiem i korzystamy z usług tych artystów, których chcemy.

6 maja 2017 roku piosenka doszła do 24. miejsca na liście Adult Pop Airplay i a 5 sierpnia – do 7. na Dance Club Songs.

## Inspiracje
Spośród artystów, którzy wywarli na Stargate największy wpływ Eriksen i Hermansen wymienili: Prince’a, Steviego Wondera, Depeche Mode, Jaya Z, Brandy i R. Kelly’ego. Natomiast do swoich ulubionych producentów zaliczyli: zespoły autorsko-producenckie Jimmy Jam i Terry Lewis i LA & Babyface oraz Quincy’ego Jonesa, Dr. Dre, Timbalanda, The Neptunes, Rodneya Jerkinsa, Maxa Martina i Jermaine’a Dupriego.

## Styl
Według magazynu Rolling Stone styl Stargate cechuje podniosłe, orkiestrowe brzmienie syntezatorów i pulsujący bas. Duet prawie zawsze najpierw tworzy instrumentalny podkład, a dopiero potem dodaje do niego wokale.
W wywiadzie dla Billa Lamba z magazynu LiveAbout.com Stargate stwierdzili:

Nasz znak rozpoznawczy to klasyczne melodie i współczesna produkcja. Proste i mocno uderzające.

## Nagrody

### ASCAP
- 2007 – nagroda ASCAP w kategorii: Songwriter of the Year, przyznana za 7 najczęściej wykonywanych piosenek w 2006 roku, w tym: „So Sick” i „Sexy Love” Ne-Yo, „Unfaithful” Rihanny, „Walk Away” Kelly Clarkson, „Irreplaceable” Beyoncé i „I Call It Love” Lionela Richiego[55]

– nagroda w kategorii: Song of the Year za „So Sick” Ne-Yo
- 2009 – nagroda w kategorii: Songwriter of the Year przyznana za 6 najczęściej wykonywanych piosenek w 2008 roku: „With You” Chrisa Browna, „Closer” i „Miss Independent” Ne-Yo, „Don’t Stop the Music” i Take a Bow” Rihanny," oraz „Tattoo” Jordin Sparks[56]

### Grammy
Mikkel Eriksen i Tor Erik Hermansen zdobyli 2 Nagrody Grammy, a 14 razy byli nominowani do niej:
- 2011 – na 53. ceremonii w kategorii: Best Dance Recording – za singiel „Only Girl (In the World)” Rihanny
- 2009 – na 51. ceremonii w kategorii: Best R&B Song  – za singiel „Miss Independent” Ne-Yo

### Ivor Novello
- 2008 – nagroda Novello w kategorii: Best-selling British song[13]

### Spellemannprisen
- w 2006 roku Stargate otrzymali nagrodę Spellemannprisen w kategorii: Bransjeprisen (Nagroda Branżowa)[59].

- w 2010 roku zdobyli nagrodę Spellemannprisen w kategorii: Årets Produsent (Producent Roku). Nagrodę wręczyl im ówczesny minister spraw zagranicznych, Jonas Gahr Støre[60].

- w czerwcu 2019 roku odebrali z rąk następcy tronu Norwegii, księcia Haakona nagrodę Spellemann og Music Norway za Årets internasjonale suksess (Międzynarodowy Sukces Roku) 2018. Na nagrodę składa się harfa Spellemanna oraz stypendium w wysokości 100 tysięcy koron norweskich[61].

### Inne
W 2012 roku Stargate otrzymali nagrodę za osiągnięcia (Achievement Award), przyznawaną im przez Norwesko-Amerykańską Izbę Handlową (Norwegian‐American Chamber of Commerce). Komitet Nagrody uzasadnił przyznanie nagrody wybitnymi osiągnięciami duetu w branży, w której niewielu Norwegów odniosło wcześniej sukces – w amerykańskim przemyśle muzycznym. Nagroda została wręczona obu twórcom 1 listopada 2012 roku.

## Znaczenie
Zdaniem Bruce’a Aishera, autora piosenek, producenta i wykładowcy muzyki na Uniwersytecie Hertfordshire, Stargate „przez prawie 20 lat ukształtowali sobie ścieżkę kariery, która – obok takich artystów jak Max Martin i Shellback – pozwoliła im stać się rzeczywistymi producentami muzyki pop”. Dokonali tego biorąc na warsztat amerykańskie brzmienie R&B i kształtując je na swój własny sposób, by potem wykorzystać je w muzyce tych brytyjskich zespołów, które nie były zespołami spod znaku R&B oraz artystów popowych. Po wyjeździe do Stanów Zjednoczonych powrócili do pierwotnego brzmienia R&B, pracując z artystami reprezentującymi ten gatunek i wnosząc zarazem do niego swoją skandynawską wrażliwość. Później jednak, gdy R&B zaczął tracić na popularności, Stargate ponownie zainteresowali się Wielką Brytanią, w której od dziesięcioleci na listach przebojów królowała muzyka taneczna (eurodance, EDM), będąca swego rodzaju nowością w Ameryce. Stargate ponownie zaczęli zmieniać kierunek tworząc pewnym sensie wzorce dla następnej dekady w muzyce pop.

## Inne przedsięwzięcia

### StarRoc
We wrześniu 2008 roku raper Jay-Z oraz Stargate założyli nową wytwórnię płytową, StarRoc z siedzibą w studiu nagraniowym Roc the Mic Jaya-Z na Manhattanie. Zamiarem nowej firmy było rozwijanie nowych talentów poprzez kontrakty obejmujące różne aspekty twórczości artysty. Finansowania nowego przedsięwzięcia podjął się koncern Live Nation na podstawie umowy dotyczącej wielu praw autorskich, którą podpisał z Jayem-Z wiosną tego samego roku. StarRoc wydał w latach 2010–2013 10 albumów i singli Alexis Jordan (włącznie ze wznowieniami).

### Los Angeles Academy for Artists and Music Production
Jesienią 2021 roku Stargate otworzyli Los Angeles Academy for Artists and Music Production (LAAMP; Akademię Artystów i Produkcji Muzycznej w Los Angeles). Jej pomysł zrodził się w czasie Pandemii COVID-19, kiedy to wielu muzyków musiało zmienić swoje plany w związku z odwołaniem trasy koncertowych i podróży. Jak stwierdził Hermansen: „Zawsze wierzyliśmy, że warto dawać coś od siebie, a wiedza jest najcenniejszą rzeczą, jaką możemy przekazać następnym pokoleniom. (...) W czasie pandemii poczuliśmy, że nadszedł właściwy moment, aby to zrobić, ponieważ mieliśmy trochę wolnego czasu. Czuliśmy, że jeśli nie zrobimy tego teraz, to nigdy tego nie zrobimy”.
Plany przewidywały dziewięciomiesięczny program edukacyjny, którego realizacja będzie odbywała się w kompleksie studyjnym StarGate w Santa Monica, z możliwością uczestnictwa w kursach online. Do udziału w zajęciach zaproszono 48 artystów muzycznych, autorów tekstów i producentów oraz autorytetów w branży.